# Delegação de Edo na Assembleia Nacional da Nigéria
A delegação do estado de Edo na Assembleia Nacional da Nigéria compreende três representantes eleitos para o Senado da Nigéria que representam as regiões do Edo Central, Edo do Norte e Edo do Sul, além de nove deputados para a Câmara dos Representantes que representam os distritos eleitorais de Egor/Ikpoba-Okha, Owan Oeste/Leste, Esan Nordeste/Esan Sudeste, Esan Central/Esan Oeste/Igueben, Ovia Sudoeste/Ovia Nordeste, Akoko-Edo, Etsako Leste/Oeste/Central, Orhionmwon/Uthmwode e Oredo.

## Quarta República (1999–presente)

### 4ª Legislatura (1999–2003)
|           |                                 |         |                                 |           |          |
| Cargo     | Nome                            | Partido | Distrito Eleitoral              | Mandato   | Situação |
|           |                                 |         |                                 |           |          |
| Senadores | Osunbor Oserheimen Aigberaodion | PDP     | Edo Central                     | 1999–2003 | Eleito   |
| Senadores | Oyofo Victor Kassim Isa         | PDP     | Edo do Norte                    | 1999–2003 | Eleito   |
| Senadores | Owie Roland Stephen             | PDP     | Edo do Sul                      | 1999–2003 | Eleito   |
|           |                                 |         |                                 |           |          |
| Deputados | Aguebor Sunday Ikponmwonsa      | PDP     | Egor/Ikpoba-Okha                | 1999–2003 | Eleito   |
| Deputados | Alegbe Benson                   | PDP     | Owan Oeste/Leste                | 1999–2003 | Eleito   |
| Deputados | Aziegbemi Anthony               | PDP     | Esan Nordeste/Esan Sudeste      | 1999–2003 | Eleito   |
| Deputados | Ehimen Oiboh Gabriel            | PDP     | Esan Central/Esan Oeste/Igueben | 1999–2003 | Eleito   |
| Deputados | Idahosa EhiogieWest             | PDP     | Ovia Sudoeste/Ovia Nordeste     | 1999–2003 | Eleita   |
| Deputados | Lakoju Joseph Babatunde         | ANPP    | Akoko-Edo                       | 1999–2003 | Eleito   |
| Deputados | Augustine Obozuwa               | PDP     | Etsako Leste/Oeste/Central      | 1999–2003 | Eleito   |
| Deputados | Odubu Egberanmwen Pius          | PDP     | Orhionmwon/Uthmwode             | 1999–2003 | Eleito   |
| Deputados | Ogbiede Enoma Willie            | PDP     | Oredo                           | 1999–2003 | Eleito   |

### 8ª Legislatura (2015–2019)
|           |                                   |         |                                 |           |          |
| Cargo     | Nome                              | Partido | Distrito Eleitoral              | Mandato   | Situação |
|           |                                   |         |                                 |           |          |
| Senadores | Clifford Ordia                    | PDP     | Edo Central                     | 2015–2019 | Eleito   |
| Senadores | Francis Alimikhena                | APC     | Edo do Norte                    | 2015–2019 | Eleito   |
| Senadores | Matthew Aisagbonriodion Urhoghide | PDP     | Edo do Sul                      | 2015–2019 | Eleito   |
|           |                                   |         |                                 |           |          |
| Deputados | Agbonayinma Ehiozuwa              | PDP     | Egor/Ikpoba-Okha                | 2015–2019 | Eleita   |
| Deputados | Pally Iriase                      | APC     | Owan Oeste/Leste                | 2015–2019 | Eleita   |
| Deputados | Sergius Oseasochie Ogun           | PDP     | Esan Nordeste/Esan Sudeste      | 2015–2019 | Eleito   |
| Deputados | Joe Eghoghon Edionwele            | PDP     | Esan Central/Esan Oeste/Igueben | 2015–2019 | Eleito   |
| Deputados | Igbinedion Omosede                | PDP     | Ovia Sudoeste/Ovia Nordeste     | 2015–2019 | Eleita   |
| Deputados | Akpatason Ohiozojeh               | APC     | Akoko-Edo                       | 2015–2019 | Eleito   |
| Deputados | Johnson Egwakhide Oghuma          | APC     | Etsako Leste/Oeste/Central      | 2015–2019 | Eleito   |
| Deputados | Patrick Aisowieren                | APC     | Orhionmwon/Uthmwode             | 2015–2019 | Eleito   |
| Deputados | Omoregie Ogbeide-Ihama            | PDP     | Oredo                           | 2015–2019 | Eleito   |

### 9ª Legislatura (2019–2023)
|           |                                   |         |                                 |           |          |
| Cargo     | Nome                              | Partido | Distrito Eleitoral              | Mandato   | Situação |
|           |                                   |         |                                 |           |          |
| Senadores | Clifford Ordia                    | PDP     | Edo Central                     | 2015–2019 | Reeleito |
| Senadores | Francis Alimikhena                | APC     | Edo do Norte                    | 2015–2019 | Reeleito |
| Senadores | Matthew Aisagbonriodion Urhoghide | PDP     | Edo do Sul                      | 2015–2019 | Reeleito |
|           |                                   |         |                                 |           |          |
| Deputados | Jude Ikponmwosa Ise-Idehen        | PDP     | Egor/Ikpoba-Okha                | 2015–2019 | Eleito   |
| Deputados | Julius Omozuanvbo Ihonvbere       | APC     | Owan Oeste/Leste                | 2015–2019 | Eleito   |
| Deputados | Sergius Oseasochie Ogun           | PDP     | Esan Nordeste/Esan Sudeste      | 2015–2019 | Reeleito |
| Deputados | Joe Eghoghon Edionwele            | PDP     | Esan Central/Esan Oeste/Igueben | 2015–2019 | Reeleito |
| Deputados | Dennis Idahosa                    | APC     | Ovia Sudoeste/Ovia Nordeste     | 2015–2019 | Eleito   |
| Deputados | Akpatason Ohiozojeh               | APC     | Akoko-Edo                       | 2015–2019 | Reeleito |
| Deputados | Johnson Egwakhide Oghuma          | APC     | Etsako Leste/Oeste/Central      | 2015–2019 | Reeleito |
| Deputados | Patrick Aisowieren                | APC     | Orhionmwon/Uthmwode             | 2015–2019 | Reeleito |
| Deputados | Omoregie Ogbeide-Ihama            | PDP     | Oredo                           | 2015–2019 | Reeleito |